# Grant Fuhr
Temple de la renommée : 2003
Grant Scott Fuhr (né le 28 septembre 1962 à Spruce Grove en Alberta au Canada) est un joueur professionnel de hockey sur glace. Il évolue en tant que professionnel entre 1981 et 2000 en Amérique du Nord au poste de gardien de but. Il remporte à cinq reprises la Coupe Stanley avec les Oilers d'Edmonton dans les années 1980 puis il est admis en 2003 au Temple de la renommée du hockey.

## Biographie

### Carrière junior
Enfant, Fuhr est adopté et élevé à Spruce Grove en Alberta. À l'âge de 17 ans, il rejoint la Ligue de hockey de l'Ouest et l'équipe des Cougars de Victoria.
Après deux saisons passées dans la franchise, il est choisi par les Oilers d'Edmonton au cours du repêchage d'entrée dans la Ligue nationale de hockey. Il est le huitième choix au total alors que Dale Hawerchuk est le premier choix du repêchage par les Jets de Winnipeg. Il possède alors une fiche de 78 victoires, 21 défaites et un match nul en deux saisons dans les rangs juniors
La même année, les Padres de San Diego le sélectionnèrent au repêchage de la Ligue majeure de baseball. Fuhr évoluait à la position de receveur, mais opta pour une carrière professionnelle au hockey.

### Carrière professionnelle
Il reste avec les Oilers pendant dix saisons et y gagne à cinq reprises la Coupe Stanley. Au cours de la saison 1986-1987 de la LNH, il gagne 40 matchs et est choisi pour jouer au cours du Match des étoiles de la ligue. L'année suivante, son premier et seul Trophée Vézina lui est remis. À la fin de la saison, la ligue le suspend à cause de problèmes de dépendances à des substances illicites.
Les Oilers qui voulaient reconstruire une nouvelle équipe au début des années 1990 échangent Wayne Gretzky aux Kings de Los Angeles puis Fuhr aux Maple Leafs de Toronto (saison 1991-1992 de la LNH).
Il n'y reste qu'une saison avant de partir jouer pour les Sabres de Buffalo. Un scandale éclate dans la ville de Buffalo quand on lui refuse le droit d'accès à un club (Transit Valley Country Club). La raison invoquée semble  à cause de problèmes de dépendances à des substances illicites.
Fuhr reste néanmoins avec les Sabres jusqu'en 1995, où il rejoint les Kings de Los Angeles. À cette période de sa carrière, beaucoup[Qui ?] pensent que les plus belles années du gardien sont derrière lui et il ne joue qu'à quatorze reprises au cours de la saison.
Les Blues de Saint-Louis lui redonnent cependant sa chance et il réalise au cours de la saison 1995-1996 de la LNH une performance unique de 79 matchs (le plus grand nombre de matchs joués par un gardien de but en une saison). Sa saison s'arrête sur une blessure pendant les séries éliminatoires.
Chris Pronger réalise une mise en échec sur Nick Kypreos qui se trouve de dos et tombe sur le genou du gardien. Les ligaments du genou ne résisteront pas au choc.
Au cours de sa dernière saison en LNH chez les Flames de Calgary il devient le 6e gardien de l'histoire à dépasser les 400 victoires. Cependant, il ne réalise cette saison-là que 5 victoires pour 13 défaites. Peu de temps après, il prend sa retraite.
Le 22 juillet 2004, il est engagé par les Coyotes de Phoenix en tant qu'entraîneur des gardiens de la franchise aux côtés de son ami et ancien coéquipier Wayne Gretzky. Il occupait déjà un poste similaire au sein des Flames de Calgary pour les saisons 2000-2001 et 2001-2002.

### Carrière internationale
Fuhr est sélectionné pour jouer au sein de l'équipe du Canada pour la Coupe Canada de 1984 mais n'a pas eu beaucoup de temps de jeu. De même, il est sélectionné en 1987 ; il obtient alors plus de temps de jeu.

## Statistiques

### En club
| Saison     | Équipe                 | Ligue          |     | Saison régulière | Saison régulière | Saison régulière | Saison régulière | Saison régulière | Saison régulière | Saison régulière | Saison régulière | Saison régulière | Saison régulière |    | Séries éliminatoires | Séries éliminatoires | Séries éliminatoires | Séries éliminatoires | Séries éliminatoires | Séries éliminatoires | Séries éliminatoires | Séries éliminatoires | Séries éliminatoires |
| Saison     | Équipe                 | Ligue          | PJ  | V                | D                | Pr/N             | Min              | BC               | Moy              | % Arr            | Bl               | Pun              | PJ               | V  | D                    | Min                  | BC                   | Moy                  | % Arr                | Bl                   | Pun                  |                      |                      |
| 1979-1980  | Cougars de Victoria    | LHOu           | 43  | 30               | 12               | 0                | 2 488            | 130              | 3,14             | 91,1             | 2                | 2                | 8                | 5  | 3                    | 465                  | 22                   | 2,84                 |                      | 0                    | 0                    |                      |                      |
| 1980-1981  | Cougars de Victoria    | LHOu           | 59  | 48               | 9                | 1                | 3 448            | 160              | 2,78             | 90,8             | 4                | 6                | 15               | 12 | 3                    | 899                  | 45                   | 3                    |                      | 1                    | 0                    |                      |                      |
| 1981       | Cougars de Victoria    | Coupe Memorial | 4   | 1                | 3                | 0                | 239              | 18               | 4,52             |                  | 0                |                  | 4                | 1  | 3                    | 239                  | 18                   | 4,52                 |                      | 0                    |                      |                      |                      |
| 1981-1982  | Oilers d'Edmonton      | LNH            | 48  | 28               | 5                | 14               | 2 842            | 157              | 3,31             | 89,8             | 0                | 6                | 5                | 2  | 3                    | 309                  | 26                   | 5,05                 | 85,3                 | 0                    | 0                    |                      |                      |
| 1982-1983  | Oilers d'Edmonton      | LNH            | 32  | 13               | 12               | 5                | 1 797            | 129              | 4,29             | 86,8             | 0                | 6                | 1                | 0  | 0                    | 49                   | 0                    | 0                    | 1                    | 0                    | 0                    |                      |                      |
| 1982-1983  | Alpines de Moncton     | LAH            | 10  | 4                | 5                | 1                | 604              | 40               | 3,98             | 87,8             | 0                | 0                | -                | -  | -                    | -                    | -                    | -                    | -                    | -                    | -                    |                      |                      |
| 1983-1984  | Oilers d'Edmonton      | LNH            | 45  | 30               | 10               | 4                | 2 620            | 171              | 3,91             | 88,3             | 1                | 6                | 16               | 11 | 4                    | 884                  | 44                   | 2,99                 | 91,1                 | 1                    | 4                    |                      |                      |
| 1984-1985  | Oilers d'Edmonton      | LNH            | 46  | 26               | 8                | 7                | 2 556            | 165              | 3,87             | 88,4             | 1                | 6                | 18               | 15 | 3                    | 1 063                | 55                   | 3,1                  | 89,4                 | 0                    | 2                    |                      |                      |
| 1985-1986  | Oilers d'Edmonton      | LNH            | 40  | 29               | 8                | 0                | 2 186            | 143              | 3,93             | 89               | 0                | 0                | 9                | 5  | 4                    | 539                  | 28                   | 3,12                 | 89,7                 | 0                    | 0                    |                      |                      |
| 1986-1987  | Oilers d'Edmonton      | LNH            | 44  | 22               | 13               | 3                | 2 388            | 137              | 3,44             | 88,1             | 0                | 6                | 19               | 14 | 5                    | 1 143                | 47                   | 2,47                 | 90,8                 | 0                    | 0                    |                      |                      |
| 1987-1988  | Oilers d'Edmonton      | LNH            | 75  | 40               | 24               | 9                | 4 301            | 246              | 3,43             | 88,1             | 4                | 16               | 19               | 16 | 2                    | 1 136                | 55                   | 2,91                 | 88,3                 | 0                    | 6                    |                      |                      |
| 1988-1989  | Oilers d'Edmonton      | LNH            | 59  | 23               | 26               | 6                | 3 341            | 213              | 3,83             | 87,5             | 1                | 6                | 7                | 3  | 4                    | 417                  | 24                   | 3,45                 | 89,4                 | 1                    | 0                    |                      |                      |
| 1989-1990  | Oilers d'Edmonton      | LNH            | 21  | 9                | 7                | 3                | 1 081            | 70               | 3,89             | 86,8             | 1                | 2                | -                | -  | -                    | -                    | -                    | -                    | -                    | -                    | -                    |                      |                      |
| 1989-1990  | Oilers du Cap-Breton   | LAH            | 2   | 2                | 0                | 0                | 120              | 6                | 3,01             | 91,9             | 0                | 0                | -                | -  | -                    | -                    | -                    | -                    | -                    | -                    | -                    |                      |                      |
| 1990-1991  | Oilers d'Edmonton      | LNH            | 13  | 6                | 4                | 3                | 778              | 39               | 3,01             | 89,7             | 1                | 0                | 17               | 8  | 7                    | 1 019                | 51                   | 3                    | 89,5                 | 0                    | 2                    |                      |                      |
| 1990-1991  | Oilers du Cap-Breton   | LAH            | 4   | 2                | 2                | 0                | 240              | 17               | 4,25             | 87               | 0                | 0                | -                | -  | -                    | -                    | -                    | -                    | -                    | -                    | -                    |                      |                      |
| 1991-1992  | Maple Leafs de Toronto | LNH            | 66  | 25               | 33               | 5                | 3 774            | 230              | 3,66             | 88,1             | 2                | 4                | -                | -  | -                    | -                    | -                    | -                    | -                    | -                    | -                    |                      |                      |
| 1992-1993  | Maple Leafs de Toronto | LNH            | 29  | 13               | 9                | 4                | 1 665            | 87               | 3,13             | 89,5             | 1                | 0                | -                | -  | -                    | -                    | -                    | -                    | -                    | -                    | -                    |                      |                      |
| 1992-1993  | Sabres de Buffalo      | LNH            | 29  | 11               | 15               | 2                | 1 694            | 98               | 3,47             | 89,1             | 0                | 10               | 8                | 3  | 4                    | 474                  | 27                   | 3,42                 | 87,5                 | 1                    | 2                    |                      |                      |
| 1993-1994  | Sabres de Buffalo      | LNH            | 32  | 13               | 12               | 3                | 1 726            | 106              | 3,69             | 88,3             | 2                | 16               | -                | -  | -                    | -                    | -                    | -                    | -                    | -                    | -                    |                      |                      |
| 1993-1994  | Americans de Rochester | LAH            | 5   | 3                | 0                | 2                | 310              | 10               | 1,94             | 93,5             | 0                | 0                | -                | -  | -                    | -                    | -                    | -                    | -                    | -                    | -                    |                      |                      |
| 1994-1995  | Sabres de Buffalo      | LNH            | 3   | 1                | 2                | 0                | 180              | 12               | 4                | 85,9             | 0                | 0                | -                | -  | -                    | -                    | -                    | -                    | -                    | -                    | -                    |                      |                      |
| 1994-1995  | Kings de Los Angeles   | LNH            | 14  | 1                | 7                | 3                | 698              | 47               | 4,04             | 87,6             | 0                | 2                | -                | -  | -                    | -                    | -                    | -                    | -                    | -                    | -                    |                      |                      |
| 1995-1996  | Blues de Saint-Louis   | LNH            | 79  | 30               | 28               | 16               | 4 365            | 209              | 2,87             | 90,3             | 3                | 8                | 2                | 1  | 0                    | 69                   | 1                    | 0,87                 | 97,8                 | 0                    | 0                    |                      |                      |
| 1996-1997  | Blues de Saint-Louis   | LNH            | 73  | 33               | 27               | 11               | 4 261            | 193              | 2,72             | 90,1             | 3                | 6                | 6                | 2  | 4                    | 357                  | 13                   | 2,18                 | 92,9                 | 2                    | 4                    |                      |                      |
| 1997-1998  | Blues de Saint-Louis   | LNH            | 58  | 29               | 21               | 6                | 3 274            | 138              | 2,53             | 89,8             | 3                | 6                | 10               | 6  | 4                    | 616                  | 28                   | 2,73                 | 90,6                 | 0                    | 2                    |                      |                      |
| 1998-1999  | Blues de Saint-Louis   | LNH            | 39  | 16               | 11               | 8                | 2 193            | 89               | 2,44             | 89,2             | 2                | 12               | 13               | 6  | 6                    | 790                  | 31                   | 2,35                 | 89,8                 | 1                    | 2                    |                      |                      |
| 1999-2000  | Flames de Calgary      | LNH            | 23  | 5                | 13               | 2                | 1 205            | 77               | 3,83             | 85,6             | 0                | 2                | -                | -  | -                    | -                    | -                    | -                    | -                    | -                    | -                    |                      |                      |
| 1999-2000  | Flames de Saint-Jean   | LAH            | 2   | 0                | 2                | 0                | 99               | 10               | 6,05             | 83,9             | 0                | 0                | -                | -  | -                    | -                    | -                    | -                    | -                    | -                    | -                    |                      |                      |
| Totaux LNH | Totaux LNH             | Totaux LNH     | 868 | 403              | 295              | 114              | 48 925           | 2 756            | 3,38             |                  | 25               | 120              | 150              | 92 | 50                   | 8 862                | 430                  | 2,91                 | 90                   | 6                    | 24                   |                      |                      |

### En équipe nationale
| Année | Équipe                     | Compétition          |   | PJ | V | D | Pr/N | Min | BC   | Moy | % Arr | Bl | Pun               |  | Résultat |
| 1984  | Canada                     | Coupe Canada         | 2 | 1  | 0 | 1 | 120  | 6   | 3    |     | 0     |    | Médaille d'or     |  |          |
| 1987  | Équipe d'étoiles de la LNH | Rendez-Vous '87      | 2 | 1  | 1 | 0 | 120  | 8   | 4    |     | 0     |    | -                 |  |          |
| 1987  | Canada                     | Coupe Canada         | 9 | 6  | 1 | 2 | 575  | 32  | 3    |     | 0     |    | Médaille d'or     |  |          |
| 1989  | Canada                     | Championnat du monde | 5 | 1  | 3 | 1 | 298  | 18  | 3,62 |     | 1     |    | Médaille d'argent |  |          |

## Honneurs et trophées
- Ligue nationale de hockey
  - 1981-1982
    - Deuxième équipe de la ligue
    - Match des étoiles

  - 1983-1984
    - Match des étoiles

  - 1984-1985
    - Match des étoiles

  - 1985-1986
    - Match des étoiles, élu meilleur joueur du match

  - 1987-1988
    - Match des étoiles
    - Première équipe type de la ligue
    - Trophée Vézina du meilleur gardien

  - 1988-1989
    - Match des étoiles

  - 1993-1994
    - trophée William-M.-Jennings
- Temple de la renommée du hockey
  - Grant Fuhr est admis au Temple de la renommée du hockey le 2 novembre 2003. Les articles de journaux relatant le sujet insistent alors largement sur le fait qu'il est le premier joueur afro-canadien à être admis au Temple. Fuhr lui-même trouve que l'on en fait un peu trop puisqu'il n'eut jamais à se plaindre de discrimination raciste durant sa carrière et a été élevé par une famille canadienne blanche[6].
- 2017 : nommé parmi les 100 plus grands joueurs de la LNH à l'occasion du centenaire de la ligue[7]